# Nicolo Angielini
Nicolo Angielini (Nicolaus Angielus) je bio renesansni graditelj, arhitekt i kartograf. 
U drugoj polovici 16. st. izradio je neke od kartografskih prikaza koji su uvezani u pet srodnih rukopisnih atlasa. Dva takva atlasa (signatura Cod. 8607 i Cod. 8609) čuvaju se u Zbirci rukopisa, spisa i ostavštine Austrijske nacionalne knjižnice (Handschriften-, Autographen- und Nachlass-Sammlung der Österreichischen Nationalbibliothek) u Beču, dva (signatura Schr. XXVI, F. 96, Nr. 6 i Schr. XXVI, F. 96, Nr. 11) u Saskom državnom arhivu (Sächsisches Hauptstaatsarchiv) u Dresdenu i jedan (signatura Hfk. Bd. XV) u Glavnom zemaljskom arhivu (Generallandesarchiv) u Karlsruheu.
Atlasi sadrže karte i tlocrtne ili perspektivne prikaze gradova (utvrda) područja od Jadranskoga mora do Transilvanije, koji danas pripadaju Austriji, Sloveniji, Hrvatskoj, Bosni i Hercegovini, Mađarskoj, Slovačkoj, Rumunjskoj i Ukrajini. Najveći broj crteža prikazuje mađarske i hrvatske gradove. Od hrvatskih gradova to su prikazi Zagreba, Rijeke, Otočca, Dabra, Senja, Brinja, Ličke Jesenice, Drežnik-Grada, Siska, Zrina, Hrastelnice, Velikog Gradca, Gradeca, Zrinskog Topolovca, Križevaca, Koprivnice, Đurđevca i Cirkvene. Atlasi su bez naslova i nisu datirani. Svaki od pet navedenih atlasa nema isti broj listova, kao ni isti broj tlocrtnih ili perspektivnih prikaza gradova. 
Bečki atlas Cod. 8609 sastoji se od 94 lista, od kojih su 32 lista prazna. Sadrži 5 karata i 55 prikaza gradova, a od toga je 18 prikaza hrvatskih gradova. Drugi bečki atlas Cod. 8607 sastoji se od 46 listova i jednoga praznog lista. Sadrži jednu kartu i 45 prikaza gradova, a 13 ih je hrvatskih gradova. Na početku dresdenskog atlasa br. 11 nalazi se jedna karta, a nakon nje slijedi 51 prikaz gradova, od kojih je 18 prikaza hrvatskih gradova. Nakon prikaza gradova nalazi se 6 praznih listova. Dresdenski atlas br. 6 ne sadrži ni jednu kartu. U tom su atlasu prikazi gradova različitih veličina. Na pojedinim se arcima nalazi od jedan do četiri prikaza. Neki od prikaza su na pola arka (lista), a nedostaje druga polovica arka. Osim toga, postoje prikazi na pola arka, čija se druga polovica nalazi u atlasu, ali je prazna, na kojoj je napisano samo ime grada. Atlas ima ukupno 44 prikaza gradova i 7 na kojima se nalazi samo ime grada. Iz tog je atlasa 14 prikaza hrvatskih gradova i 4 bez crteža. Na početku karlsruheškog atlasa XV nalaze se dva prazna neuvezana lista, zatim 5 karata i 53 prikaza gradova, a 18 ih je hrvatskih gradova. Nakon prikaza gradova su dva prazna lista, a iza njih četiri crteža koja ne prikazuju utvrde. Nakon tih crteža nalaze se tri prazna lista. Bečki atlas Cod. 8609 i karlsruheški atlas XV sadrže po pet karata koje prikazuju ista područja. Razlike su u izgledu kartuše, vrsti pisma, imenima gradova (utvrda), prikazivanju tlocrta gradova (utvrda) i drugo. Karta Gornje Ugarske (Gornjougarskog ili Košičkoga generalata) iz karlsruheškog atlasa u kartuši sadrži naslov i ime autora Superior Vngaria Nicolo Angielini. 
U kartuši karte s istim naslovom iz bečkog atlasa nema imena autora. Kaniški i Đurski generalat na području između Mure i Dunava prikazuju karta Ditio Inter Mvram et Danvbiv iz bečkog atlasa i karta Ditio inter Mvra et Danvbiv iz karlsruheškog atlasa. U oba atlasa postoji karta s istim naslovom Montanae Civitates, a opisuje niz utvrda što se nalaze uz rudarske gradove uzduž rijeke Garam, tzv. utvrde Rudničke krajine. Karta Insvla Czallokws iz bečkog atlasa prikazuje područje Žitnýog ostrova, tj. velikog dunavskog otoka što se proteže od Bratislave do Komorana. Karta koja prikazuje to područje iz karlsruheškog atlasa je bez naslova. U bečkom atlasu Cod. 8607 postoji samo jedna karta i to karta s naslovom Insvlae Ichnographia, a prikazuje područje Žitnýog ostrova. Na prvom listu dresdenskog atlasa br. 11 nalazi se karta Ugarske koja u desnom donjem kutu sadrži tekst u kojem se spominje ime autora Vngariae loca precipva descripa per Nicolav Angielv Italv (Posebna mjesta u Ugarskoj koja je ucrtao Talijan Nicolaus Angielus). Iz pet spomenutih atlasa samo su dvije karte potpisane, jedna s Nicolo Angielini, a druga s Nicolaus Angielus. Na nekoliko prikaza gradova iz obaju bečkih atlasa nalaze se imena (kao npr. Franz von Poppendorf, Ottavio Baldigara, Bernardo Magno, Giulio Turco, Lazarus von Schwendi, Martino Secco). Mađutim, teško je sa sigurnošću odrediti njihovu ulogu pri izradi prikaza, jesu li oni i autori tih prikaza, te tko je autor prikaza na kojima se ne nalaze imena. Još uvijek nije točno poznato kad su izrađene karte i prikazi pojedinih gradova (utvrda) iz pet srodnih atlasa. Brichzin (1992) je provodeći istraživanja među primjercima atlasa iz Saskoga državnog arhiva u Dresdenu i oslanjajući se na jedan sačuvani dokument, pretpostavio da su karta Ugarske i prikazi gradova nastali prije 17. kolovoza 1566. Prema sadržajnim elementima karte, poznatim datumima planiranja utvrda i izgradnji te usporedbom tlocrtnih prikaza gradova na karti, Török (2004) nastanak karte Ugarske smješta u sljedeće desetljeće, jer prema njegovu mišljenju karta prikazuje stanje oko 1570. godine. Pálffy (2004, 2007) smatra da su karte iz bečkog atlasa Cod. 8609, dresdenskog atlasa br. 11 i karlsruheškog atlasa XV, točnije jedan ili dva izvorna primjerka koji su postali predlošci za kasniju izradu kopija, kao i prikazi gradova izrađeni na osnovi višetjednih mjerenja obilaskom gradova na graničnom području Ugarske s Osmanskim Carstvom. Prema Pálffyjevu mišljenju, pri obilasku gradova u sastavu povjerenstva bili su nazočni Natale i/ili Nicolo Angielini, koje smatra i autorima originalnih karata. Obilazak hrvatsko-slavonskih utvrda trajao je od rujna do kraja listopada 1563. Karta hrvatsko-slavonskih krajiških utvrda, točnije jedan ili dva izvorna primjerka i prikazi utvrda izrađeni su između listopada 1563. i veljače 1564. U svibnju 1564. počeo je obilazak ugarskih utvrda na prostoru između Dunava i Drave krećući iz Győra sve do Sigeta. Mjerenje stanja na tim prostorima provedeno je prije kolovoza 1566. Izvorni primjerci karata triju ugarskih krajina izrađeni su između svibnja 1564. i kolovoza 1566. Nicolo Angielni je kao graditelj (Baumeister) bio u službi nadvojvode Karla prije 7. siječnja 1565. Taj je dan u njegovu korist nadvojvoda naredio isplatu 40 forinta. Prema Pálffyju (2007), Nicolo Angielini izradio je karte iz karlsruheškog atlasa XV i jednu kartu iz dresdenskog atlasa br. 11 u razdoblju 1572–1575, dok je Paolo Angielini 1574. izradio karte iz bečkog atlasa Cod. 8609. Szathmáry (1993) i Török (2004) su poistovjetili Natalea Angielinija s Nicolom Angielinijem. Prema Pálffyjevu istraživanju (2007), Natale i Nicolo su braća, a Paolo je Nataleov sin. Nicolo Angielini je naslovom i vanjskim ukrasnim elementima utjecao na kartu Ugarske Vngariae loca praecipva recens emandata… Jánosa Zsámbokyja (Johannes Sambucus), objavljenu u Beču 1571. Smatra ga se pomoćnim urednikom Zsámbokyjeve karte Illyricum izrađene 1572. Prema Töröku (2004), izvještaj Baldigara i Pietra Feraboscha, koji su u proljeće 1577. došli u Kanizsu radi pregleda, također je potpisao i Nicolo Angielini. To je i posljednji pronađeni podatak o njemu.

## Vanjske poveznice
- Angielini, Nicolo Hrvatska tehnička enciklopedija, portal hrvatske tehničke baštine. LZMK